# Јесења изложба УЛУС-а (1998)
Јесења изложба УЛУС-а (1998) је трајала од 4. до 30. септембра 1998. године. Изложба се одржала у галеријском простору Удружења ликовних уметника Србије, односно у Уметничком павиљону "Цвијета Зузорић", у Београду.

## О изложби
Избор аутора и дела је извршио Уметнички савет УЛУС-а, у саставу:
1. Бранимир Карановић
2. Рајко Попивода
3. Ранка Лучић Јанковић
4. Милена Јефтић Ничева Костић
5. Ненад Брачић
6. Олга Јанчић
7. Милица Којчић
8. Александар Рафајловић
9. Радомир Кнежевић

Аутор репродукције на насловној страни је Зоран Јовановић Добротин.
Добитник награде на овој Јесењој изложби је Војин Стојић.

## Излагачи
1. Славе Ајтовски
2. Мирослав Арсић
3. Исак Аслани
4. Зоран Бановић
5. Даница Баста
6. Жарко Бјелица
7. Радомир Бранисављевић
8. Габриела Васић
9. Марија Вауда
10. Здравко Велован
11. Милица Вергот
12. Ана Виђен
13. Срђан Вукајловић
14. Шемса Гавранкапетановић
15. Станислав Гранић
16. Снежана Гроздановић
17. Фатима Дедић
18. Перица Донков
19. Радмила Драгићевић
20. Наташа Дробњак
21. Александар Ђурић
22. Радивоје Ђуровић
23. Марио Ђиковић
24. Ђорђе Ђорђевић
25. Зоран Н. Ђорђевић
26. Селма Ђулизаревић
27. Ђорђе Илић
28. Љиљана Јарић
29. Драгана Јовчић
30. Драгана Јокић
31. Јелена Јоцић
32. Гордана Каљаловић
33. Дарија Качић
34. Весна Кнежевић
35. Драгана Кнежевић
36. Владислав Коцарев
37. Јадран Крнајски
38. Велизар Крстић
39. Љубомир Кукуљ
40. Радомир Кундачина
41. Милица Лапчевић
42. Драгана Марковић
43. Бранислав С. Марковић
44. Горица Милетић
45. Лепосава Милошевић Сибиновић
46. Александар Лека Младеновић
47. Драган Момиров
48. Жељка Момиров
49. Ђорђе Одановић
50. Мирко Огњановић
51. Мима Орловић
52. Тања Остојић
53. Бојан Оташевић
54. Зоран Л. Панталић
55. Јосипа Пепа Пашћан
56. Александра Павићевић
57. Марија Павловић
58. Никола Пилиповић
59. Милица Петровић
60. Данка Петровска
61. Димитрије Пецић
62. Мирјана Пешев
63. Зоран Поповић
64. Мице Поптсис
65. Ставрос Поптсис
66. Божидар Продановић
67. Љубица Радовић
68. Слободан Радојковић
69. Јован Ракиџић
70. Зорица Рофа
71. Милан Сабљић
72. Рада Селаковић
73. Маја Сковран
74. Радмила Степановић
75. Жарко Стефанчић
76. Невенка Стојсављевић
77. Љиљана Стојановић
78. Војин Стојић
79. Срба Траванов
80. Станка Тодоровић
81. Томислав Тодоровић
82. Радослав Тркуља
83. Александар Цветковић
84. Драган Цветковић
85. Даниела Фулгоси